# Aman-Geldy Moldagasyjewitsch Tulejew

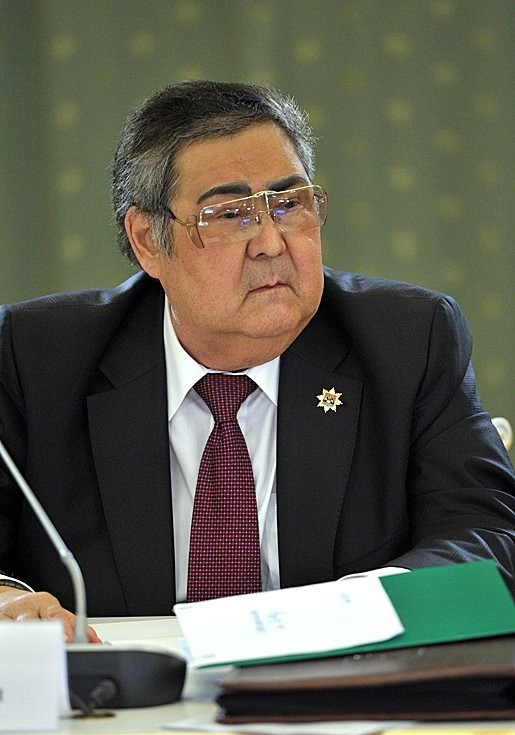
Aman Tulejew (2013)

Aman-Geldy Moldagasyjewitsch „Aman“ Tulejew (russisch Амангельды (Аман) Гумирович Тулеев, kasachisch Аманкелді Молдағазыұлы Төлеев, tatarisch Әман Гомәр улы Түлиев; * 13. Mai 1944 in Krasnowodsk, Turkmenische SSR, Sowjetunion; † 20. November 2023 in Kemerowo) war ein sowjetischer und russischer Staatsmann und Politiker.

## Biografie
Von 1997 bis 2018 war er Gouverneur der Oblast Kemerowo. Nach dem 1. April 2018 beendete er im Zusammenhang mit den Ereignissen der Brandkatastrophe in Simnjaja Wischnja seine Karriere als Gouverneur.
Er kandidierte 1991, 1996 (er zog sich während des Wahlkampfs zurück) und 2000 für das Amt des Präsidenten Russlands und erhielt sowohl 1991 als auch 2000 die viertmeisten Stimmen. Tulejew starb am 20. November 2023 im Alter von 79 Jahren in Kemerowo.